# Малое Шемякино
 Малое Шемякино  — село в Тетюшском районе Татарстана. Входит в состав Большешемякинского сельского поселения.

## География
Находится в юго-западной части Татарстана на расстоянии приблизительно 20 км на запад-северо-запад по прямой от районного центра города Тетюши у речки Турма.

## История
Основано в XVIII веке. В 1889 году открыта была Никольская церковь. В 2017 году насчитывалось 146 дворов.

## Население
Постоянных жителей насчитывалось в 1782 — 57 душ мужского пола, в 1859—851, в 1897—1333, в 1908—1549, в 1920—1413, в 1926—1181, в 1938—1091, в 1949—720, в 1958—653, в 1970—584, в 1979—468, в 1989—352. Постоянное население составляло 333 человека (чуваши 85 %) в 2002 году, 317 в 2010.